# 케이타 발데
케이타 발데 디아오(스페인어: Keita Baldé Diao , 1995년 7월 19일 ~ )는 스페인 태생의 세네갈의 축구 선수이며, 쉬페르리그의 시바스스포르에서 뛰고있다. 주 포지션은 공격수이다. 그는 또한 프랑스 시민이다.